# ハロルド・マホニー
ハロルド・マホニー（Harold Mahony, 1867年2月13日 - 1905年6月27日）は、アイルランドの男子テニス選手。スコットランドのエジンバラに生まれる。1896年のウィンブルドン選手権男子シングルス優勝者になり、1900年パリオリンピックでも男子シングルス銀メダル・男子ダブルス銅メダル・混合ダブルス銀メダルを獲得した。フルネームは Harold Segerson Mahony （ハロルド・セガーソン・マホニー）という。彼の姓「マホニー」には、“Mahony”または“Mahoney”の表記揺れが多い。彼のテニスは、ボレーやスマッシュ、バックハンド・ストロークには攻撃力があったが、フォアハンド・ストロークが弱点で「テニス史上最悪のフォアハンド」と評した人もいたという。

## 来歴
マホニーは1890年からウィンブルドン選手権に出場し始め、1893年に初めて「チャレンジ・ラウンド」（挑戦者決定戦）決勝に進んだが、最初はジョシュア・ピムに敗れた。3年後の1896年、マホニーは2度目のチャレンジ・ラウンド決勝でウィルバーフォース・イーブズ（1867年 - 1920年）を破り、大会前年度優勝者ウィルフレッド・バデリーとの「オールカマーズ・ファイナル」出場権を獲得した。バデリーとの決勝戦で、マホニーは試合時間2時間に及ぶ激戦の末に 6-2, 6-8, 5-7, 8-6, 6-3 でバデリーを破り、ウィンブルドン選手権の男子シングルスで初優勝を飾った。しかし、1897年のオールカマーズ・ファイナルで、マホニーはチャレンジ・ラウンド勝者のレジナルド・ドハティーに 4-6, 4-6, 3-6 のストレート負けを喫し、大会2連覇を逃した。チャレンジ・ラウンドに戻ったマホニーは、1898年の決勝でレジナルドの弟ローレンス・ドハティーと顔を合わせる。マホニーはローレンスに 1-6, 2-6, 6-4, 6-2, 12-14 で競り負け、レジナルドとのオールカマーズ・ファイナル進出を逃してしまう。その後は1899年・1901年・1902年に準決勝進出があるが、マホニーはもう2度と「ドハティー兄弟」に勝つことはできなかった。
第2回近代オリンピック大会となった1900年パリ五輪で、ハロルド・マホニーは男子シングルス・男子ダブルス・混合ダブルスの3部門すべてでメダルを獲得した。男子シングルス決勝ではローレンス・ドハティーに 4-6, 2-6, 3-6 で完敗し、銀メダルになる。男子ダブルスでは同じイギリス代表のアーサー・ノリスとペアを組み、準決勝でドハティー兄弟組に敗れたが、この大会では準決勝敗退選手（ペア）による「銅メダル決定戦」は行われず、マホニーとノリスはそのまま男子ダブルス銅メダルを取った。混合ダブルスでは、マホニーはフランス代表の女子選手、エレーヌ・プレボーとの「混合チーム」で銀メダルを獲得した。最初期の近代オリンピックでは、国単位ではなく個人でエントリーしたことから、男子・混合ダブルスでは違う国の選手がペアを組む「混合チーム」も存在した。マホニーとプレボーは、混合ダブルス決勝でレジナルド・ドハティー&シャーロット・クーパー組に 2-6, 4-6 で敗れた。オリンピックでも、マホニーはドハティー兄弟の厚い壁を越えられなかったのである。
1905年のウィンブルドン選手権でチャレンジ・ラウンド2回戦敗退に終わった直後、ハロルド・マホニーはアイルランドのカラ丘陵地（Caragh Hill）で乗っていた自転車から転落し、1905年6月27日に38歳で死去した。